# Anastoechus leucothrix
Anastoechus leucothrix är en tvåvingeart som beskrevs av Hall och Neal L. Evenhuis 1981. Anastoechus leucothrix ingår i släktet Anastoechus och familjen svävflugor. Inga underarter finns listade i Catalogue of Life.